# Cabugao
Cabugao est une municipalité de 1re classe située dans la province d'Ilocos Sur aux Philippines. Selon le recensement de 2010 elle est peuplée de 35 706 habitants.

## Barangays
Cabugao est divisée en 33 barangays.
- Alinaay
- Aragan
- Arnap
- Baclig (Poblacion)
- Bato
- Bonifacio (Poblacion)
- Bungro
- Cacadiran
- Caellayan
- Carusipan
- Catucdaan
- Cuancabal
- Cuantacla
- Daclapan
- Dardarat
- Lipit
- Maradodon
- Margaay
- Nagsantaan
- Nagsincaoan
- Namruangan
- Pila
- Pug-os
- Quezon (Poblacion)
- Reppaac
- Rizal (Poblacion)
- Sabang
- Sagayaden
- Salapasap
- Salomague
- Sisim
- Turod
- Turod-Patac